# Luigi Samele
Luigi Samele (né le 25 juillet 1987 à Foggia) est un escrimeur italien, spécialiste du sabre.

## Biographie
En 2005, à Tapolca, lors des championnats européens d'escrime junior, Luigi Samele a remporté la médaille d'or dans les épreuves individuelles et par équipe. En 2006, il a remporté la Coupe du monde junior 2005-2006. Il a obtenu la médaille d'or dans l'épreuve individuelle des cadets à Plovdiv.
Luigi Samele est champion d'Europe par équipes à Leipzig 2010 et à Zagreb 2013. 
Il participe en tant que réserviste aux Jeux olympiques de Londres en 2012, donnant sa contribution à l'équipe italienne lors de la finale pour la troisième place, remportant la médaille de bronze au sabre par équipe, avec Diego Occhiuzzi, Aldo Montano et Luigi Tarantino. Il a été quatre fois dans le top 10 du classement final de la coupe du monde d'escrime individuelle au sabre. 
Lors des championnats d'Italie, en 2016 à Rome, en 2019 à Palerme et en 2021 à Cassino, il remporte l'épreuve individuelle de sabre. En 2018, décroche l'argent dans l'épreuve par équipe du sabre masculin aux championnats du monde de Wuxi et aux championnats d'Europe de Novi Sad.
Le 24 juillet 2021, il a remporté la médaille d'argent dans l'épreuve de sabre individuel masculin aux Jeux olympiques de Tokyo de 2020 ainsi que la médaille d'argent par équipes.
Il est médaillé d'argent au sabre par équipes aux Jeux européens de 2023, qui font aussi office de Championnats d'Europe par équipes, à Cracovie.
Il est médaillé de bronze en sabre masculin individuel aux Jeux olympiques d'été de 2024 à Paris.